# Присакару Марія Василівна
Марія Василівна Присакару (нар. 10 серпня 1939, село Магошешти, Румунія, тепер село Байраки Герцаївського району Чернівецької області) — українська радянська діячка, доярка радгоспу «Радянський прикордонник» Герцаївського району Чернівецької області. Депутат Верховної Ради УРСР 8-9-го скликань.

## Біографія
У 1954 році закінчила сім класів сільської школи Герцаївського району Чернівецької області.
З 1954 року — доярка колгоспу «Радянський прикордонник» села Тернавка Герцаївського району Чернівецької області. У 1957 році вступила до комсомолу.
Член КПРС з 1959 року.
Освіта середня. 
З 1975 року — доярка радгоспу «Прикордонник» села Тернавка Глибоцького (Герцаївського) району Чернівецької області. Отримала звання майстра машинного доїння першого класу.
Потім — на пенсії в селі Тернавці Герцаївського району Чернівецької області.

## Нагороди
- орден Леніна
- орден Трудового Червоного Прапора
- орден «Знак Пошани»
- медалі